# 钦德瓦拉
钦德瓦拉（Chhindwara）是印度中央邦欽德瓦拉縣的一个城镇。总人口122309（2001年）。

## 人口
该地2001年总人口122309人，其中男性63583人，女性58726人；0—6岁人口14467人，其中男7593人，女6874人；识字率76.10%，其中男性为81.06%，女性为70.74%。